# Shannonomyia dilatistyla
Shannonomyia dilatistyla är en tvåvingeart som beskrevs av Alexander 1971. Shannonomyia dilatistyla ingår i släktet Shannonomyia och familjen småharkrankar. Inga underarter finns listade i Catalogue of Life.